# Casco (Wisconsin)
Casco ist eine Gemeinde (mit dem Status „Village“) im  Kewaunee County im US-amerikanischen Bundesstaat Wisconsin. Im Jahr 2010 hatte Casco 583 Einwohner.
Casco ist Bestandteil der Metropolregion um die Stadt Green Bay.

## Geografie
Casco liegt im Osten Wisconsins auf der Door-Halbinsel, die die Green Bay vom eigentlichen Michigansee trennt. Die geografischen Koordinaten von Casco sind 44°33′28″ nördlicher Breite und 87°37′05″ westlicher Länge. Das Gemeindegebiet erstreckt sich über eine Fläche von 1,79 km² und ist vollständig von der Town of Casco umgeben, gehört dieser aber nicht an. 
Nachbarorte von Casco sind Algoma (16,9 km nordöstlich), Kewaunee (16,7 km südöstlich), Luxemburg (8,1 km westsüdwestlich) und Dyckesville (19,1 km nordwestlich).
Die nächstgelegenen größeren Städte sind Wisconsins größte Stadt Milwaukee (194 km südlich), Chicago in Illinois (339 km in der gleichen Richtung), Wisconsins Hauptstadt Madison (259 km südwestlich) und Green Bay (34,5 km westlich).

## Verkehr
Der Wisconsin State Highway 54 verläuft in West-Ost-Richtung als Hauptstraße durch Casco und kreuzt hier den County Highway C. Alle weiteren Straßen sind untergeordnete Landstraßen, teils unbefestigte Fahrwege sowie innerörtliche Verbindungsstraßen.
Durch Casco verläuft auf einer ehemaligen Eisenbahnstrecke der früheren Ahnapee and Western Railway mit dem Ahnapee State Trail ein Rail Trail für Wanderer und Radfahrer. Im Winter kann der Wanderweg auch mit Schneemobilen und Skiern befahren werden.
Die nächsten Flughäfen sind der Austin Straubel International Airport in Green Bay (51,1 km westlich) und der Milwaukee Mitchell International Airport in Milwaukee (204 km südlich).

## Bevölkerung
Nach der Volkszählung im Jahr 2010 lebten in Casco 583 Menschen in 230 Haushalten. Die Bevölkerungsdichte betrug 325,7 Einwohner pro Quadratkilometer. In den 230 Haushalten lebten statistisch je 2,53 Personen. 
Ethnisch betrachtet setzte sich die Bevölkerung zusammen aus 91,1 Prozent Weißen, 1,0 Prozent Afroamerikanern, 2,4 Prozent amerikanischen Ureinwohnern sowie 3,8 Prozent aus anderen ethnischen Gruppen; 1,7 Prozent stammten von zwei oder mehr Ethnien ab. Unabhängig von der ethnischen Zugehörigkeit waren 7,5 Prozent der Bevölkerung spanischer oder lateinamerikanischer Abstammung. 
29,7 Prozent der Bevölkerung waren unter 18 Jahre alt, 54,0 Prozent waren zwischen 18 und 64 und 16,3 Prozent waren 65 Jahre oder älter. 52,5 Prozent der Bevölkerung war weiblich.
Das mittlere jährliche Einkommen eines Haushalts lag bei 41.389 USD. Das Pro-Kopf-Einkommen betrug 22.799 USD. 5,7 Prozent der Einwohner lebten unterhalb der Armutsgrenze.